# Atractotomus parvulus
Atractotomus parvulus är en insektsart som beskrevs av Reuter 1878. Atractotomus parvulus ingår i släktet Atractotomus och familjen ängsskinnbaggar. Arten är reproducerande i Sverige. Inga underarter finns listade i Catalogue of Life.